# Cloche (couvre-chef)
Pour les articles homonymes, voir Cloche (homonymie).

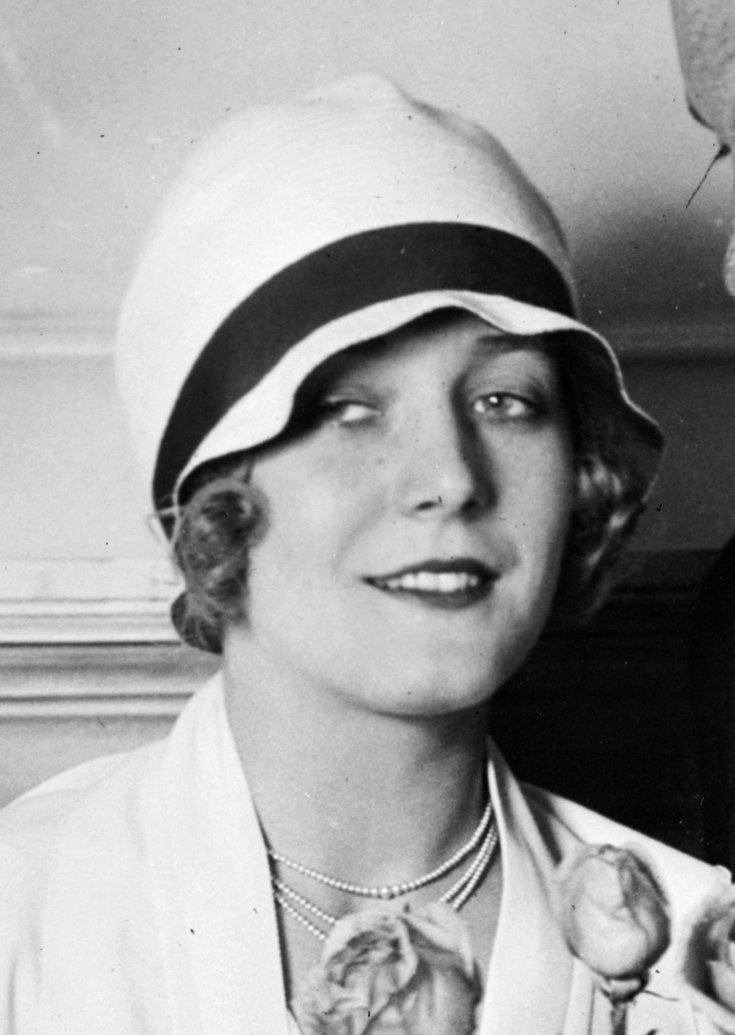
L'actrice Vilma Bánky portant un chapeau cloche, 1927.

La cloche, appelée aussi chapeau cloche, est un couvre-chef à bords rabattus (sa forme rappelant celle d'une cloche) porté durant les Années folles par les femmes sur une coupe de cheveux dite à la garçonne.

## Caractéristiques
Il avait pour caractéristique d'envelopper la tête en venant se poser sur les sourcils tout en cachant le regard des femmes. Les cheveux se positionnaient sur les contour du visage encadrant ainsi la tête.
Il fut abandonné dans les années 1930 pour des modèles à bord plus décorés.